# Mporokoso
Mporokoso  este un oraș  în  Provincia de Nord, Zambia. Are rol de reședință a districtului omonim. Localitatea poartă numele unui șef de trib al ppopulației Bemba. Pe o un cerc cu raza de 50 km de oraș se găsesc numeroase cascade: Kapuma , la 7 km SV, Pule și Mumbuluma III pe râul Luangwa (altul decât cel care curge în estul Zambiei), care curge pe la  sud de Mporokoso și Lupupa, de pe râul Mukubwe.